# Lillsjön (Älvros socken, Härjedalen)
Lillsjön är en sjö i Härjedalens kommun i Härjedalen och ingår i Ljusnans huvudavrinningsområde. Sjön har en area på 0,17 kvadratkilometer och ligger 348,2 meter över havet.

## Delavrinningsområde
Lillsjön ingår i det delavrinningsområde (687887-143786) som SMHI kallar för Utloppet av Lillsjön. Medelhöjden är 368 meter över havet och ytan är 5,23 kvadratkilometer. Det finns inga avrinningsområden uppströms utan avrinningsområdet är högsta punkten. Vattendraget som avvattnar avrinningsområdet har biflödesordning 2, vilket innebär att vattnet flödar genom totalt 2 vattendrag innan det når havet efter 228 kilometer. Avrinningsområdet består mestadels av skog (61 procent) och sankmarker (31 procent). Avrinningsområdet har 0,17 kvadratkilometer vattenytor vilket ger det en sjöprocent på 3,2 procent.